# 崇道天皇神社

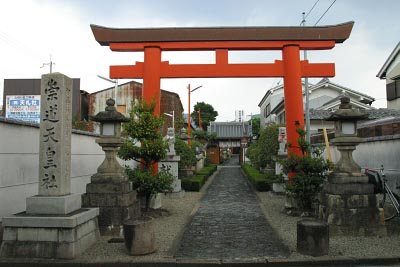
奈良市西紀寺町 崇道天皇社

崇道天皇神社（すどうてんのうじんじゃ）は、早良親王（崇道天皇）を主祭神とする神社で、奈良から西日本を中心に各地に存在する。崇道天皇社（すどうてんのうしゃ)、崇道神社（すどうじんじゃ）等と呼称する場合や、｢ソウドウ」と読み、宗道神社（そうどうじんじゃ)、惣戸神社（そうどじんじゃ）等の字をあてる例もある。

## 由緒
藤原種継暗殺連座の疑いを受け、淡路国配流の途上薨去され、その後祟りをなしたとされる早良親王を祀る神社であり、御霊社としての性格を強く持つ。淡路国から大和国八島に改葬された早良親王の陵墓である八島陵には、1886年（明治19年）まで早良親王を祀り慰める崇道天皇社が存在したが、同一の郷に属する近隣の町内にはそこから勧請したとみられる小社が残されている。奈良市西紀寺町の崇道天皇社の場合は、南都御霊会で用いられた八所御霊の神輿のうち、崇道天皇の神輿舎があった場所に成立した神社とみられている。
地方、特に山陽地方に残る崇道神社あるいはソウドウ社においては、延暦24年（805年）、朝廷より諸国に命じて郡ごとに作らせた崇道天皇御倉が元となり、倉の廃絶後、後世神社となったとする説がある。崇道天皇御倉とは、諸国郡に初穂40束を正税として納めさせ、早良親王御霊の鎮撫のために毎年積立させるために設けた正倉であるという。
逆に崇道神社を名乗りながら、早良親王が祀られない事例も存在する。嘉吉元年（1441年）の『興福寺官務牒疏』によると、山城国相楽郡土師郷に鎮座した崇道天王神は、祭神が舎人親王であったという。舎人親王の追尊号が崇道尽敬皇帝であったことによる省略、取り違えであろうと考えられる。

## 主な崇道天皇神社

### 崇道天皇神社
- 崇道天皇神社 – 兵庫県たつの市揖保町 ： 旧郷社
- 崇道天皇神社 – 奈良県奈良市出屋敷町
- 崇道天皇神社 – 奈良県奈良市神殿町
- 崇道天皇神社 – 奈良県奈良市北永井町

### 崇道天皇社
- 崇道天皇社 – 奈良県奈良市西紀寺町 ： 旧村社
- 崇道天皇社 – 奈良県奈良市八島町 ： 崇道天皇陵 (八島陵) 上にかつてあった神社。明治に嶋田神社に合祀。
- 加茂神社 – 岡山県津山市加茂町 ： 往古「杉大明神社」だったが、御陵があるので「崇道天皇社」に改称したという。実際に本殿裏山中腹には陵墓と伝えられる塚がある。

## 主な崇道神社

### 崇道神社
- 崇道神社 – 京都府京都市左京区上高野 ： 旧村社
- 崇道神社 – 奈良県御所市櫛羅
- 崇道神社 – 岡山県井原市西江原町
- 崇道神社 – 岡山県小田郡矢掛町里山田
- 崇道神社 – 広島県神石郡神石高原町小畠

### その他
- 崇導神社 – 兵庫県揖保郡太子町福地 ： 主祭神は舎人親王
- 崇堂神社 – 広島県福山市大門町 ： 主祭神は岡志摩守景勝

## 主な宗道神社・惣戸神社

### 宗道神社
- 宗道神社 – 茨城県下妻市宗道 ： 主祭神は建速須佐男命 (スサノオ)
- 宗道神社 – 岡山県津山市鍛治町[13]

### 惣戸神社
- 惣戸神社 – 広島県福山市南蔵王町

### その他
- 総道神社 – 兵庫県宍粟市山崎町 ： 主祭神は猿田彦神 (サルタヒコ)
- 惣堂明神社 – 広島県福山市津之郷町津之郷1731 ： 主祭神は足利義昭
- 上惣堂神社 – 広島県福山市津之郷町津之郷1372 ： 主祭神は足利義昭